# 河北工业大学
河北工业大学（英語：Hebei University of Technology），简称河北工大。河北工业大学是由河北省人民政府举办，天津市人民政府和中华人民共和国教育部共建，河北省教育厅行政主管的国家“211工程”重点建设高校、国家“双一流”建设高校。
学校前身肇始于1902年冬季袁世凯在天津任直隸總督期间委令天津知府凌福彭筹建的工艺学堂，即1903年在天津老城成立的北洋工艺学堂，而后屡易其名，曾与北洋大学、原天津工学院合并，1995年改为现名。学校办学特色为“工学并举”，是中国最早的培养工业人才的高等学校之一，创办了全国最早的高校校办工厂。
学校的法定住所地址为天津市北辰区西平道5340号，办学场所包括天津市北辰校区、红桥校区，河北省廊坊校区。学校设有20个教学机构，拥有7个学科门类，有3个学科领域进入ESI全球排名前1%。在国际交流合作方面，学校在芬兰拉彭兰塔与拉彭兰塔工业大学合作共建“河北工业大学芬兰校区”，与美国亚利桑那大学共建“河北工业大学亚利桑那工业学院”，与60余所国外高校签订了合作办学协议。

## 校名沿革
河北工业大学校名的历史最早可追溯至1903年成立的北洋工艺学堂，1904年改称直隶高等工业学校，1929年改称河北省立工业学院，在当时是中国唯一命名工业学院的高校，故有“全国唯一之工业学院，可享荣于海内也乎”的说法。1951年与北洋大学合并，成立天津大学，停止办学。1958年，从天津大学、南开大学抽调力量重新建立河北工学院，1962年并入天津工学院，1971年改名为河北工学院，1995年更名为河北工业大学并沿用至今。

## 历史

### 清末初办时期
1901年，袁世凯接任直隶总督、北洋大臣后，从八国联军手中接管天津，并在天津推行包括教育改革、城市建设、交通建设等在内的北洋新政。1902年，袁世凯应周学熙的创办直隶工艺总局暨附设工艺学堂的建议，命天津知府凌福彭拟定工艺学堂章程、筹办工艺学堂。凌福彭接受袁世凯委令后，聘请日本工学士藤井恒久为总教务长，选定天津城东南角贡院以东草厂庵为校址，拟定了《工艺学堂详订暂行章程》，该章程中提出了“学堂为人才根本，工艺为民生至计，两者固宜并重；而讲求之道，亦属相资；工艺非学不兴，学非工艺不显”，这一“工学并举”教学理念的雏形。
1903年2月16日，袁世凯批准了凌福彭关于开办工艺学堂的暂行章程及申请经费的禀文。北洋工艺学堂第一批学生仅招30名，招生条件严格，应考者有二三百人，时任天津知府凌福彭亲任主考，须经面试、初试、复试三轮遴选后方能被录取。3月19日，北洋工艺学堂正式开学，袁世凯曾到工艺学堂现场视察学堂各项举办情况。当时设有化学、染织及普通各科，学制三年。周学熙以直隶工艺总局的身份兼任总办，提出“工艺非学不兴，学非工艺不显”的办学主张，创办了全国最早的高校校办工厂，首开“工学并举”工业教育思想之先河。北洋工艺学堂正式开学后，陆续建筑新房舍数十间作为讲堂、办公室、教务室。其中贡院前建化学和机器两场20余间，备实习用，修建好的化学场和机器场形成了中国最早的校办工厂。
1904年，遵照学部章程，北洋工艺学堂更名为“直隶高等工业学堂”。1907年，直隶高等工业学堂共50名学生成为了第一批毕业生，其中14名优秀学生被选派去日本学习深造。此时，学校已设化学科、机器科、化学制造科、化学专科、机器专科、绘图科等6科和甲乙两班预备科。9月，由于校舍不敷使用，学校在河北新区黄纬路孙家花园旁建设新校舍，1908年6月竣工，7月迁入新址。学生数增加至200余名，教司13人，其中日本教司5人。

### 民国时期
1912年8月，直隶高等工业学堂改称直隶高等工业学校，改为秋季始业。1913年2月，直隶高等工业学校改为直隶公立工业专门学校。1914年8月，因财政困难，机械科停招新生，并撤销中学实科，已有中学实科学生转入南开中学继续学业。1916年6月，机械科恢复招生。8月，学校各科成绩在北京参加赛会，经教育部审查，均获优秀，列为甲等，发给一等奖状。1928年9月，直隶公立工业专门学校更名为“河北省立工业专门学校”。
1929年5月，升格学院，定名河北省立工业学院，招收高级中学男女毕业生，学制四年。设化学制造、机电工程、市政水利三个系，魏元光任院长。1930年5月，河北省立第一职业学校改为工业学院附属高级职业部。1931年3月，北洋铁工厂旧址20亩连同旧有厂房44间、住室34间拨归工业学院作为分院。接收后，即将机电系工厂移至分院。同时在该址建筑职员宿舍、客室及辅助建筑物、制革厂等。1934年，学院与全国棉业统制委员会商定，合作棉业教育。1934年5月，第三届全国铁路沿线生产产品展览会在北平举办，学院应北宁铁路局及津浦铁路局的征集将机械、制革、纺织印染各厂产品运往参展，销路颇畅。6月，学院开设水利学系，与北洋工学院、华北水利委员会、导淮水利委员会、黄河水利委员会、太湖流域水利委员会、中央模范灌溉局等7个单位商订合办水利实验工作，并建立了中国第一水工试验所。1935年11月，“中国第一水工试验所”竣工建成，并在当年孙中山诞辰纪念日11月12日举行落成典礼。
1937年7月7日，日本发动侵华战争，7月28日天津沦陷，河北省立工业学院也遭到破坏，中国第一水工试验所被炸毁，历年文书卷宗、图书仪器更被抢劫一空，教学事业被迫中断。同年8月，学院秘书路荫柽携带公章及经费余款到天津英租界慈惠学校暂避，并办理资送教职员转移及学生转学、借读等事宜。占领天津的日军勒令学校复课，但遭到学校负责人路荫柽、杨十三的拒绝，故校舍被改作日军陆军医院，该校也由此停办八年。
1938年3月，河北省立工业学院部分组成“华北人民抗日自卫委员会”所属“工字团”，参加冀东抗日联军，同日伪军队战斗。10月，洪麟阁牺牲。1939年7月，杨十三在太行山区牺牲。

### 战后重建时期
1945年，抗战胜利后，河北省立工业学院停办八年后开始复校，并于1946年开始招生，设化学工程、机械工程、电机工程、水利工程、纺织工程等5个系，学制四年，同时附设高级职业部，设化工、机工、土木、染织和电机5个科。同年10月21日，举行开学典礼。
1946年，路荫柽任院长，天津市立第一图书馆多批次送还原河北工学院所藏书籍。6月，大悲禅院将河北工学院分院占用该寺院的土地20亩，自愿无偿奉送；产权契约即日移交予工学院。10月，中央教育部将河北省立工业学院改名为河北省立工学院。
1949年1月，天津地区政权更替后，河北工学院由天津市军事管制委员会接管，撤销训导处，实行院长负责制。1951年4月18日，中央人民政府教育部召开北洋大学和河北工学院负责人及教职工代表、学生代表座谈会，宣布成立并校委员会、成员会。1951年6月2日，时任教育部部长马叙伦签发文件，将北洋大学与河北工学院合并，自1951年8月1日起正式成立新校，初步意见拟定名为天津大学9月26日，在北洋大学南院大礼堂举行了天津大学成立暨开学典礼。同时，学校在原属南开大学校产土地的七里台地区建设天津大学新的校舍。

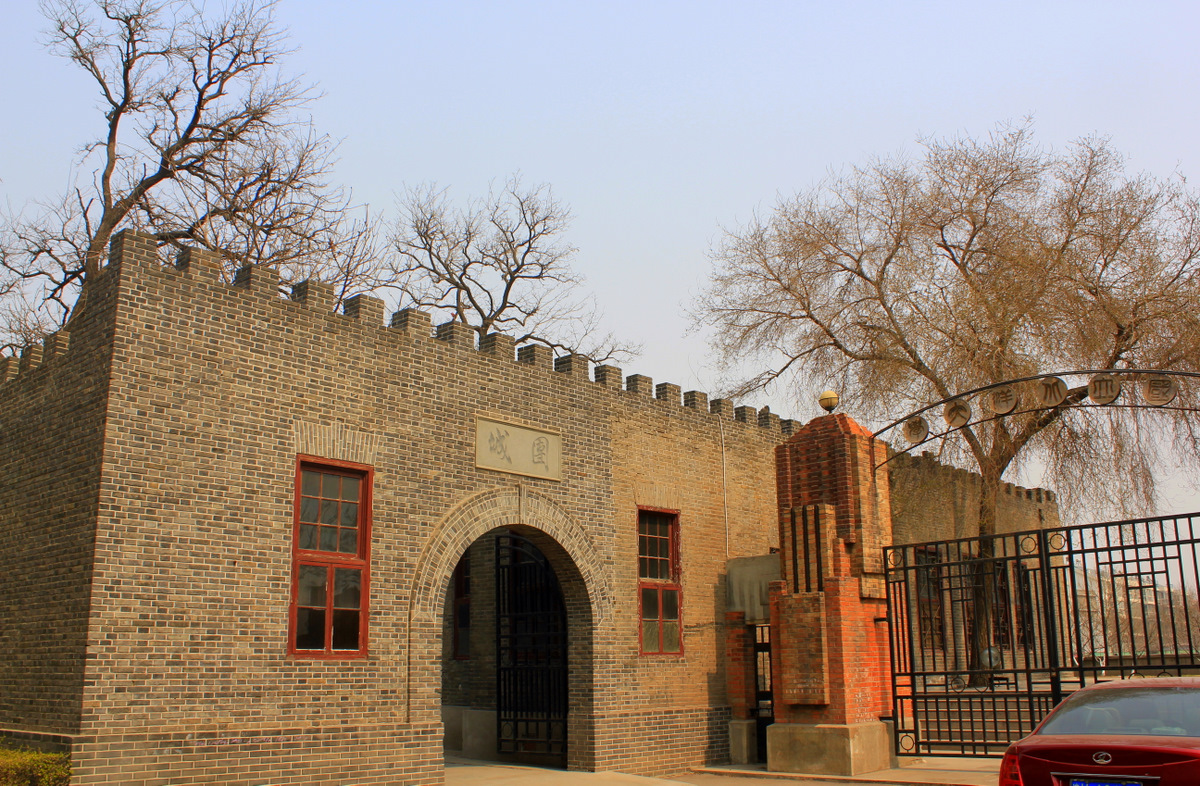
1930年左右建造的北洋大学团城及校门

### 天津工学院时期
1958年，天津成立了一批高等院校，包括天津建筑工程学院、天津化工学院、天津海洋化工学院（后并入天津化工学院）、天津机电学院和河北工学院。
1958年，在天津大学、南开大学支援下，河北工学院在天津河北区元纬路成立，自天大、南开共抽调十九名教授、讲师和三十名青年教师，此外还分配五十余名应届毕业生到新成立的河北工学院从事教学工作。1959年12月，河北工学院曾计划迁往邯郸市，新校址定位于邯郸市规划中心广场的东北。1961年4月，河北科技学院停办，校舍移交河北工学院使用，417名在校学生转入该院相应专业、班级学习。
1961年，天津机电学院、天津化工学院与天津建筑工程学院合并，定名为“天津工学院”。1962年2月，河北省决定，河北工学院不再迁往邯郸，邯郸基建工程按下马项目处理。7月，河北工学院并入天津工学院，但由于天津工学院为三所院校新合并组建，且组建动作尚未落实完成，故又称“四院合并”，由天津市领导。
1962年，调整合并后的天津工学院设有机械工程、农业机械工程、电机工程、化学工程、土木建筑工程5个系19个专业，在校生4884人，教职员工3380人，其中专任教师978人。8月，河北省决定，河北工学院不再迁往邯郸，已施工所建的校舍由邯郸市统一安排。1964年，天津工学院东院建成化工大楼，总面积达1,100平方米。1965年2月，中央高等教育部确定天津工学院为全国六十所实行半工半读教育制度的高等工业学校中之一，次年3月，学校在部分专业低年级学生开始试点半工半读。
1966年6月底，文化大革命时期，学校被迫停课。1967年1月，因“备战、备荒”和担忧天津会成为战场，河北省遂将省会迁回保定，天津市恢复为中央直辖市。1969年10月，河北省发布《关于河北省在天津市十所大专院学隶属关系的通知》，确定将位于天津市的天津工学院和河北大学、天津中医学院三校由河北省领导。1969年11月，因中苏交恶，中央为战备疏散城市人口，故天津工學院计划迁至河北涉县索堡镇的深山中，但师生反对和抵制情绪严重。

### 河北工学院时期
1971年11月29日，河北省革命委员会批准天津工学院改名为河北工学院。
1978年，由于河北省政府仍未放弃令河北工学院迁至河北省的想法，但该计划遭到师生的反对和抵制，河北工学院原院长潘承孝致信中共中央副主席邓小平并陈述了搬迁的利弊，邓小平批示“高校搬迁宜慎重再慎重”。1979年6月11日，河北省委、天津市委决定，河北工学院继续在天津办学，邯郸部分调整撤销，河北工学院按驻津单位对待，在物资供应、参加会议、阅读文件、保健医疗等方面给予照顾。1980年3月，河北省人民政府与煤炭工业部签定协议，将河北工学院邯郸校址转交给河北煤矿学院。
1992年5月，河北省省长办公会决定，河北工学院在廊坊设立分院并于当年招生。10月14日，廊坊分院举行首届学员开学典礼。1993年7月，河北省人民政府致函国家教委，申请将河北工学院更名河北工业大学。1994年6月，河北省决定将河北工学院与河北大学列为河北省重点建设的两所大学。

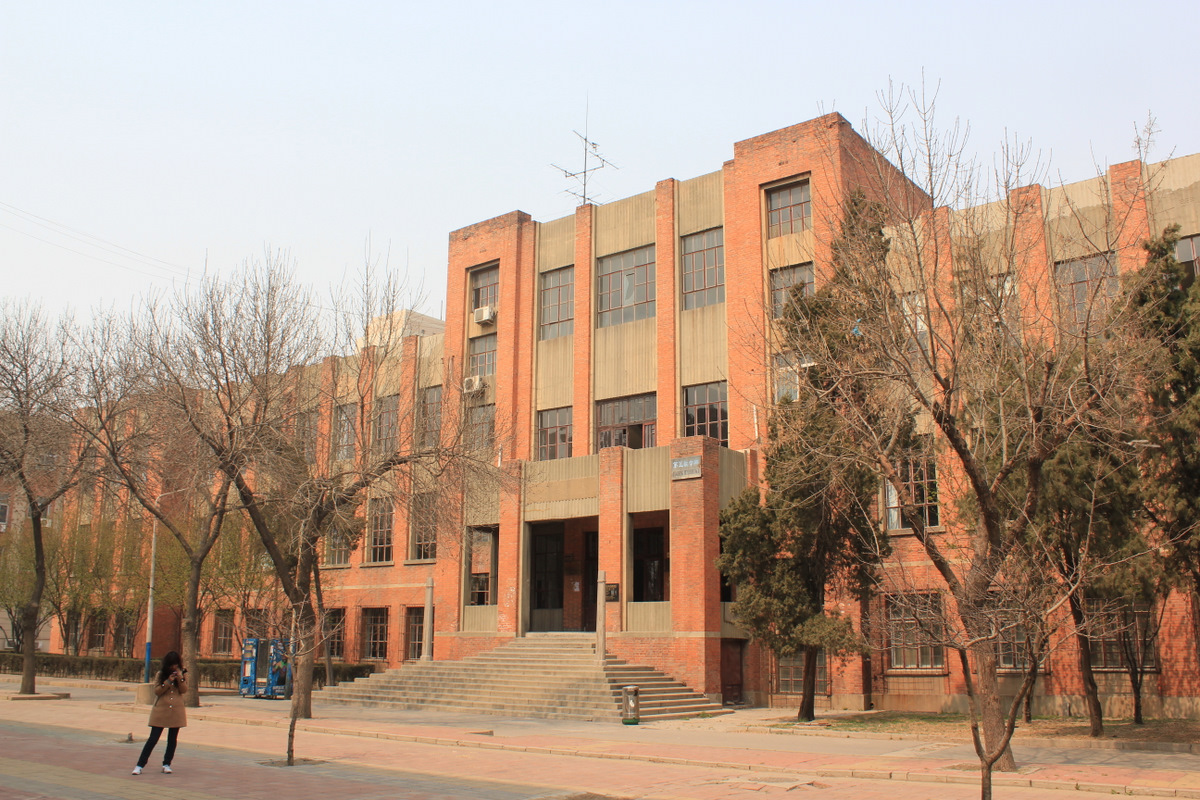
原北洋大学堂北楼，今河北工业大学第五教学楼

### 河北工业大学时期
1995年2月，国家教委批准河北工学院更名为河北工业大学。4月28日，“河北工业大学”之新校名告启用，时任中共中央总书记江泽民题写了新校名。2004年5月，学校举办建校百年纪念活动。2014年12月，天津市人民政府、河北省人民政府与教育部签署共建协议，三方共同建设河北工业大学。
2019年10月，河北工业大学与红桥区合作共建河北工业大学附属红桥中学。
2020年3月，河北工业大学与拉彭兰塔工业大学合作在芬兰拉彭兰塔设立“河北工业大学芬兰校区”。
2021年1月25日，河北工业大学城市学院脱离河北工业大学，与承德石油高等专科学校合并转设为河北石油职业技术大学。
2021年9月，与美国亚利桑那大学共建“河北工业大学亚利桑那工业学院”正式开学，办学地点位于天津。
2022年10月，河北工业大学与天津市红桥区合作共建河北工业大学附属实验学校。

## 文化传统
河北工业大学的校训是“勤慎公忠”，办学特色为“工学并举”。河北工业大学的校色为工业蓝。学校纪念日为公历3月19日，学校庆祝日为公历10月的第二个星期日。2023年10月15日是河北工业大学的120周年校庆日。

## 行政管理

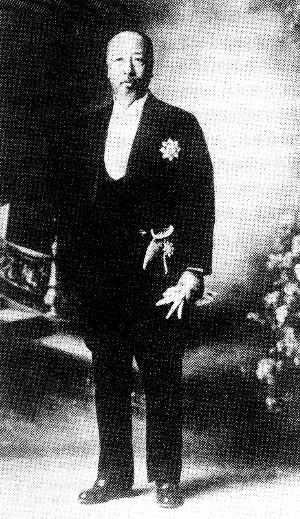
1903年，负责筹备北洋工艺学堂的天津知府凌福彭

### 创办人
河北工业大学前身之一、学缘历史最悠久的河北工学院，肇始于1902年冬季袁世凯在天津任直隶总督期间推行新政，采纳实业家周学熙关于创建直隶工艺总局暨附设工艺学堂的建议，委令天津知府凌福彭筹建的工艺学堂，即1903年在天津老城东南角貢院东草厂庵为堂址成立的北洋工艺学堂。故河北工业大学的创办与直隶总督袁世凯、实业家周学熙和天津知府凌福彭有关。

### 管理者
1903年，凌福彭受命创办北洋工艺学堂，主持招生考试并任学堂总办。同年7月，周学熙继任学堂总办。12月，周学熙辞职，荐毛庆藩继任总办。次年3月，毛庆藩辞任，周学熙复任。1904年9月，北洋工艺学堂更名直隶高等工业学堂。1907至1909年，孙多森任学堂总办。1909至1912年，邢端任学堂监督。1912年，学堂更名直隶高等工业学校，邢端延续继续担任校长。1913年，学校更名直隶公立工业专门学校，武淩源任校长。1917至1926年，杨育平任校长。1926至1928年，魏元光担任校长。1928年，学校更名河北省立工业专门学校，魏元光继续担任校长。1929年，学校升格为河北省立工业学院，魏元光继续担任院长。1936至1946年，路荫柽代理院长，日本侵华战争期间，学院停办。
1946年，河北省立工学院复校后，路荫柽任院长。1949年，天津市政权更替后，赵今声任院长，直至1951年学院撤销，并入天津大学。
1958至1962年，河北工业大学的河北省决定新建河北工学院，潘承孝任院长。同一时期，李中垣任天津机电学院院长，闫子亨任天津建筑工程学院院长，袁血卒任天津化工学院院长。1961年，天津工学院成立，1962年，河北工学院并入天津工学院，潘承孝担任合并后的天津工学院院长。
1971年，天津工学院更名河北工学院。1978年7月14日，林牧调任河北工学院院长。1983年，邱澄一任院长。1986年，张闽任院长。1991年，冯其标担任院长。1994年，颜威利担任河北工学院最后一任院长，并推动河北工学院升格为大学。
1995年，河北工学院升格为河北工业大学，颜威利担任首任校长。2002年，高峰任校长。2004年，傅广生任校长。2012年，李强任校长。同年，展永任校长。2015年11月，郭健担任校长。2016年9月，韩旭任河北工业大学担任副校长，并于2017年9月起升任校长。
| 历任校长一览         | 历任校长一览 | 历任校长一览     | 历任校长一览 |
| 校名                 | 姓名         | 任职时间         | 备注         |
| -------------------- | ------------ | ---------------- | ------------ |
| 北洋工艺学堂         | 凌福彭       | 1903             | 时称总办     |
| 北洋工艺学堂         | 周学熙       | 1903             | 时称总办     |
| 直隶高等工业学堂     | 毛庆藩       | 1903－1904       | 时称总办     |
| 直隶高等工业学堂     | 周学熙       | 1904－1907       | 时称总办     |
| 直隶高等工业学堂     | 孙多森       | 1907－1909       | 时称总办     |
| 直隶高等工业学堂     | 邢 端        | 1909－1913       | 时称监督     |
| 直隶高等工业学校     | 邢 端        | 1909－1913       | 校长         |
| 直隶公立工业专门学校 | 武濬源       | 1913－1917       | 校长         |
| 直隶公立工业专门学校 | 杨育平       | 1917－1926       | 校长         |
| 直隶公立工业专门学校 | 凌福彭       | 1926－1928       | 校长         |
| 河北省立工业专门学校 | 魏元光       | 1928－1936       | 校长         |
| 河北省立工业学院     | 魏元光       | 1928－1936       | 院长         |
| 河北省立工业学院     | 路荫柽       | 1936－1949       | 代院长       |
| 河北省立工学院       | 路荫柽       | 1936－1949       | 院长         |
| 河北省立工学院       | 赵今声       | 1949－1950       | 院长         |
| 河北工学院           | 赵今声       | 1950－1951       | 院长         |
| 河北工学院           | 潘承孝       | 1958－1962       | 院长         |
| 天津工学院           | 潘承孝       | 1962－1971       | 院长         |
| 河北工学院           | 潘承孝       | 1983－1995       | 名誉院长     |
| 河北工学院           | 林 牧        | 1978－1983       | 院长         |
| 河北工学院           | 邱澄一       | 1983－1986       | 院长         |
| 河北工学院           | 张 闽        | 1986－1991       | 院长         |
| 河北工学院           | 冯其标       | 1991－1994       | 院长         |
| 河北工学院           | 颜威利       | 1994－1995       | 院长         |
| 河北工业大学         | 颜威利       | 1995－2002       | 校长         |
| 河北工业大学         | 潘承孝       | 1995－2003       | 名誉校长     |
| 河北工业大学         | 高 峰        | 2002－2004       | 校长         |
| 河北工业大学         | 傅广生       | 2004－2012       | 校长         |
| 河北工业大学         | 李 强        | 2012.06－2012.12 | 校长         |
| 河北工业大学         | 展 永        | 2012.12－2015.11 | 校长         |
| 河北工业大学         | 郭 健        | 2015.11－2016.09 | 校长         |
| 河北工业大学         | 韩 旭        | 2016.09－2022.06 | 校长         |

### 办学经费
1903年2月16日，袁世凯批准凌福彭关于开办工艺学堂的暂行章程及申请经费的禀文。2014年12月，天津市人民政府、河北省人民政府与教育部签署共建协议，三方共同建设河北工业大学。

## 师生规模
截至2021年9月，河北工业大学有教职员工2,700余人，其中专任教师近1,600人。河北工业大学也不断引进优秀人才，并致力于培养优秀学者。教师中获评为“长江学者”、“国家杰出青年基金”获得者、国家“万人计划”人才等国家级人才20人，此外，校内还有320余名教员获评“国家级教学名师”、“新世纪百千万人才工程”国家级人选、国务院特殊津贴获得者等省部级以上专家称号。全日制本科在校学生23,000人，研究生7,500余人。

## 校园环境

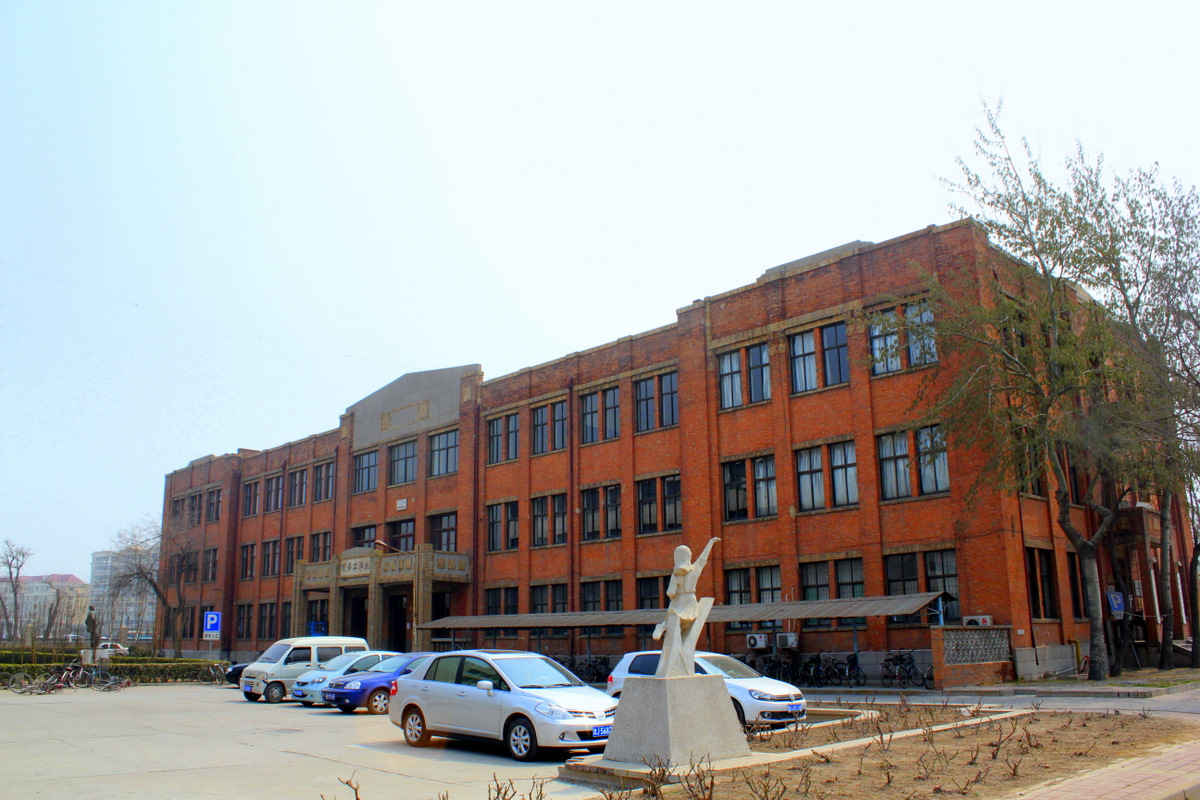
原北洋大学堂南楼，今河北工业大学第三教学楼

河北工业大学共有校区三处，分别为北辰双口新校区、红桥区丁字沽老校区和廊坊分校区。红桥校区占地面积约一千亩，位于北运河畔桃花堤南，环抱丁字沽一号路与光荣道交口共有三个校园分别称为东院、南院和北院。东院位于原北洋大学旧址之上，校门在丁字沽一号路以东的光荣道上，北院校门位于丁字沽一号路，南院校门在丁字沽一号路以西的光荣道上，校门上有“河北工业大学城市学院”字样铭牌。新校区总面积2500亩，位于北辰区双口镇津保高速公路入口旁。1992年5月，河北省人民政府批准学校在廊坊市成立分校，延续至今，为天津市主校区外的第一个校区；2023年起称为“廊坊国际校区”，定位为未来河北工业大学国际化办学主体区域。
2020年3月，河北工业大学在芬兰拉彭兰塔与拉彭兰塔工业大学合作共建“河北工业大学芬兰校区”，在中国天津、芬兰两地开展教学。2021年9月，与美国亚利桑那大学共建的河北工业大学亚利桑那工业学院开学，办学地点位于天津北辰校区。另外，学校也有兴趣在雄安新区建立亚利桑那工业学院分校。

## 学术研究

### 学科设置
2021年，河北工业大学设有21个教学机构，并开设62个本科招生专业。以理工专业方向为主，也适度发展经济、管理、文学、法学、艺术类专业。其中，有30个专业列入国家级“一流本科专业”建设点。拥有1个国家“世界一流学科”、2个国家重点学科，3个河北省级“世界一流学科”建设项目，4个河北省级“国家一流学科”建设项目，7个学科列入天津市重点学科。
2014年以来，河北工业大学也依据区域发展需要，以促进专业结构优化和办学特色培育，推进“卓越人才培养计划”，提高人才质量。并适度剔除就业率较低的专业。
| 教学单位名称           | 学科 | 网页 |
| ---------------------- | --- | ---- |
| 电气工程学院           | 电气工程及其自动化、新能源科学与工程                                                                         | ※    |
| 材料科学与工程学院     | 金属材料工程、材料成型与控制、无机非金属材料工程、功能材料、材料物理                                         | ※    |
| 化工学院               | 化学工程与工艺、高分子材料与工程、制药工程、生物工程、过程装备与控制工程、海洋技术、应用化学、安全工程       | ※    |
| 机械学院               | 机械设计制造及其自动化、机械电子工程、车辆工程、测控技术与仪器、智能制造工程、工程力学                       | ※    |
| 经济管理学院           | 工业工程、工程管理、工商管理、会计学、经济学、金融学                                                         | ※    |
| 土木与交通学院         | 土木工程、道路桥梁与渡河工程、给排水科学与工程、交通工程、智能建造                                           | ※    |
| 电子信息工程学院       | 电子科学与技术、电子信息工程、通信工程                                                                       | ※    |
| 人工智能与数据科学学院 | 自动化、计算机科学与技术、软件工程、物联网工程、数据科学与大数据技术、人工智能、物联网工程、计算机科学与技术 | ※    |
| 能源与环境工程学院     | 动力工程、环境工程、建筑环境与能源应用工程、环保设备工程、环境工程                                           | ※    |
| 理学院                 | 应用数学、应用统计、应用物理、信息与计算科学                                                                 | ※    |
| 建筑与艺术设计学院     | 建筑学、环境设计、城乡规划学、工业设计、艺术与科技                                                           | ※    |
| 外国语学院             | 英语、日语、法语                                                                                             | ※    |
| 人文与法律学院         | 法学、公共事业管理、劳动与社会保障、汉语国际教育                                                             | ※    |
| 生命科学与健康工程学院 | 智能医学、生物医学                                                                                           | ※    |
| 国际学院               | 机械设计制造及其自动化、电气工程及其自动化、能源与动力工程、计算机科学与技术（留学生教育）                   | ※    |
| 马克思主义学院         | （主管全校学生思想政治教育课程）                                                                             | ※    |

### 学术资源

#### 图书馆

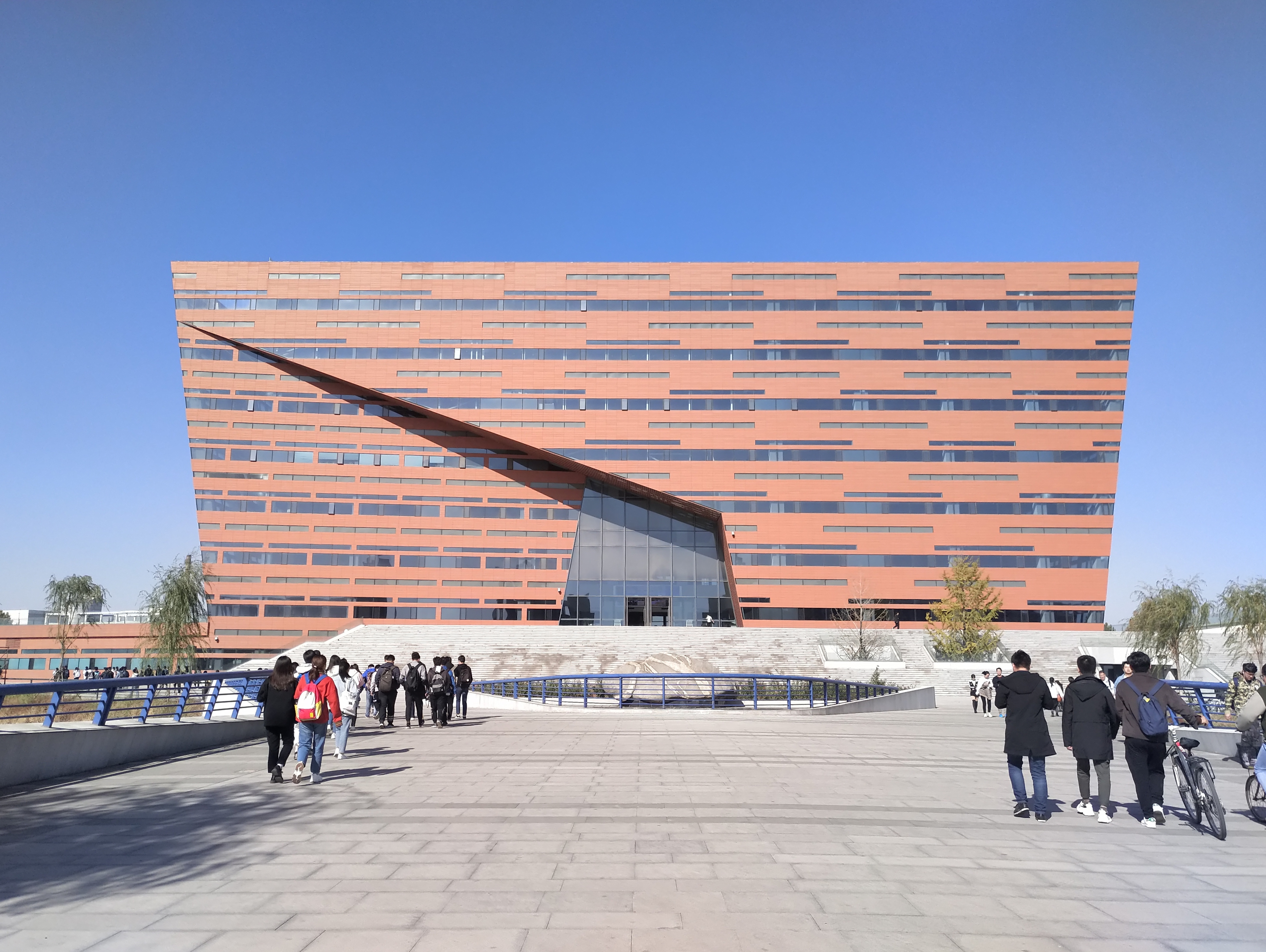
河北工业大学北辰校区图书馆

河北工业大学丁字沽校区图书馆于1986年10月建成，桥梁工程专家茅以升为图书馆题写了馆名。2004年，校图书馆在北辰校区设立临时图书馆，北辰校区正式的图书馆于2014年开工建设，由同濟大學建築設計研究院设计，2018年投入使用，建筑面积13100平方米，外表为砖红色，形状呈不规则多面体，获得了在校师生一定的积极评价。

### 校办工厂
校办工厂是河北工业大学及其前身之一的河北工学院的办学特色。河北工业大学的校办工厂成立较早，与其他高校的校办工厂纷纷于五·七指示之后建成不同。1979年，河北工学院校办工厂研制出中国第一套可控硅静止励磁装置，填补了中国当时这一领域的空白，在葛洲坝电厂众多的励磁装置中，两台最大的励磁装置装置即由河北工业大学校办工厂生产制造，其铭片镌刻着“河北工学院校办总厂制造”字样。

### 排名
根据QS世界大学排名2019年的数据，河北工业大学位居中国大陆地区第98名，亚洲地区451-500名之间。

## 知名校友
根据《河北工业大学章程》第七十四条，河北工业大学的校友包括在学校学习过的学生和工作过的教职工，以及被学校授予各种名誉学位和名誉职衔的中外各界人士。1988年10月8日，河北工学院校友总会成立，统筹河北工业大学校友事务。
1910年，李叔同曾在北洋高等工业学堂任教。河北工业大学建校初期的校友有湖南劳工会驻会干事和教育部主任，革命烈士黄爱，中共天津地委早期的重要领导人、陕西渭华起义领导人之一卢绍亭；造纸专家、抗日民族英雄、冀东抗日领袖杨十三，著名抗日将领洪麟阁等。
河北工业大学在政界的知名校友有第十六、十七届中共中央政治局常委，任第十一届中国人民政治协商会议全国委员会主席贾庆林，外经贸部原副部长孙广相等。
河北工业大学在学术界的校友有两弹元勋、中国科学院院士、核工业部副部长姜圣阶，河北工业大学名誉校长，中国汽车、内燃机教育奠基人潘承孝，中国科学院院士、材料物理及科学技术史学家柯俊。
河北工业大学在商界的知名校友有美国波音公司决策部部长杨明辉等。